# Snapshot (formato de archivo)
El formato de ficheros Snapshot de Microsoft es una forma de almacenar vistas de un informe creado en el sistema gestor de bases de datos Microsoft Access (versión 97 o posterior).
Los datos se guardan en un fichero con extensión .SNP, el cual puede ser leído mediante un visor gratuito (Snapshot Viewer), sin necesidad de tener instalado Microsoft Access. El funcionamiento es similar al formato PDF, que es mucho más universal.

## Vulnerabilidades del visor
Sobre el visor Snapshot se han descrito varias vulnerabilidades de seguridad:
- Microsoft Access Snapshot Viewer - Vulnerability Report - Secunia
- Microsoft Access Snapshot Viewer Buffer Overflow - Advisories - Secunia
- Microsoft Access Snapshot Viewer Buffer Overrun Vulnerability